# Adstrato
In linguistica, si definisce di adstrato (o parastrato) un fenomeno di contatto tra una lingua e un'altra in cui la prima influenza l'altra senza che una delle due finisca per scomparire. Questo è di norma il caso di due lingue confinanti o compresenti su un territorio (anche se oggigiorno l'inglese è idealmente, data la sua diffusione e il suo prestigio, in una relazione di adstrato con tutte le lingue del mondo), ma senza che vi sia una disparità di prestigio che favorisca una o l'altra. 
Si tratta di una delle tre possibilità che (semplificando un po' le cose) si possono avere in caso di interferenza linguistica; le altre possibilità sono: scomparsa di una lingua di minore prestigio (che costituirà una lingua di sostrato per quella dominante) o, viceversa, affermazione di una lingua (di superstrato) su di un'altra che sparisce o finisce per essere utilizzata solo in ambiti ristretti, quindi che si estingue o riduce il proprio repertorio linguistico e i suoi contesti (quest'ultimo è il caso, ad esempio del bretone col francese).
Un esempio di lingue di adstrato è quello che si ha nel caso del tedesco e del francese, che sono parlate in territori contigui e si sono reciprocamente influenzate, senza che l'una prevalesse sull'altra.
Esempi:
- Abenteuer (ted.) < aventure (fr.)
- valse (fr.) < Walzer (ted.)

Il fenomeno oggi è relativamente raro all'interno di un singolo Stato, poiché gli Stati moderni hanno generalmente solo una lingua dominante (tipicamente la lingua della capitale dello Stato). In India, dove sono diffuse decine di lingue e ventitré sono ufficiali, si potrebbe dire che molte siano tra loro in relazione di adstrato, anche se l'hindi è certamente dominante nella parte settentrionale e l'inglese è diffuso in ambiti formali e ufficiali come lingua di cultura grazie al passato coloniale. Un esempio più calzante sarebbe la situazione di paesi o regioni bilingui come il Belgio o l'Alto Adige, dove le due lingue compresenti (rispettivamente francese/nederlandese e tedesco/italiano) hanno all'incirca lo stesso status e potrebbero a buon diritto essere considerate di adstrato.
Un altro caso esemplare è quello del mondo arabo: qui l'arabo classico (pur non essendo lingua madre per alcun parlante, essendosi estinto), il cui discendente è la lingua araba standard o fuṣḥā, ha esercitato per secoli, e continua ad esercitare, il ruolo di lingua di adstrato, interferendo con i dialetti parlati.